# Dunaiivka, Prîazovske
Dunaiivka (în ucraineană Дунаївка) este localitatea de reședință a comunei Dunaiivka din raionul Prîazovske, regiunea Zaporijjea, Ucraina.

## Demografie
Componența lingvistică a localității Dunaiivka
     Ucraineană (62,82%)
     Rusă (37,02%)
     Alte limbi (0,16%)
Conform recensământului din 2001, majoritatea populației localității Dunaiivka era vorbitoare de ucraineană (62,82%), existând în minoritate și vorbitori de rusă (37,02%).